# Orlyval

Gepland verlengd traject van Orlyval

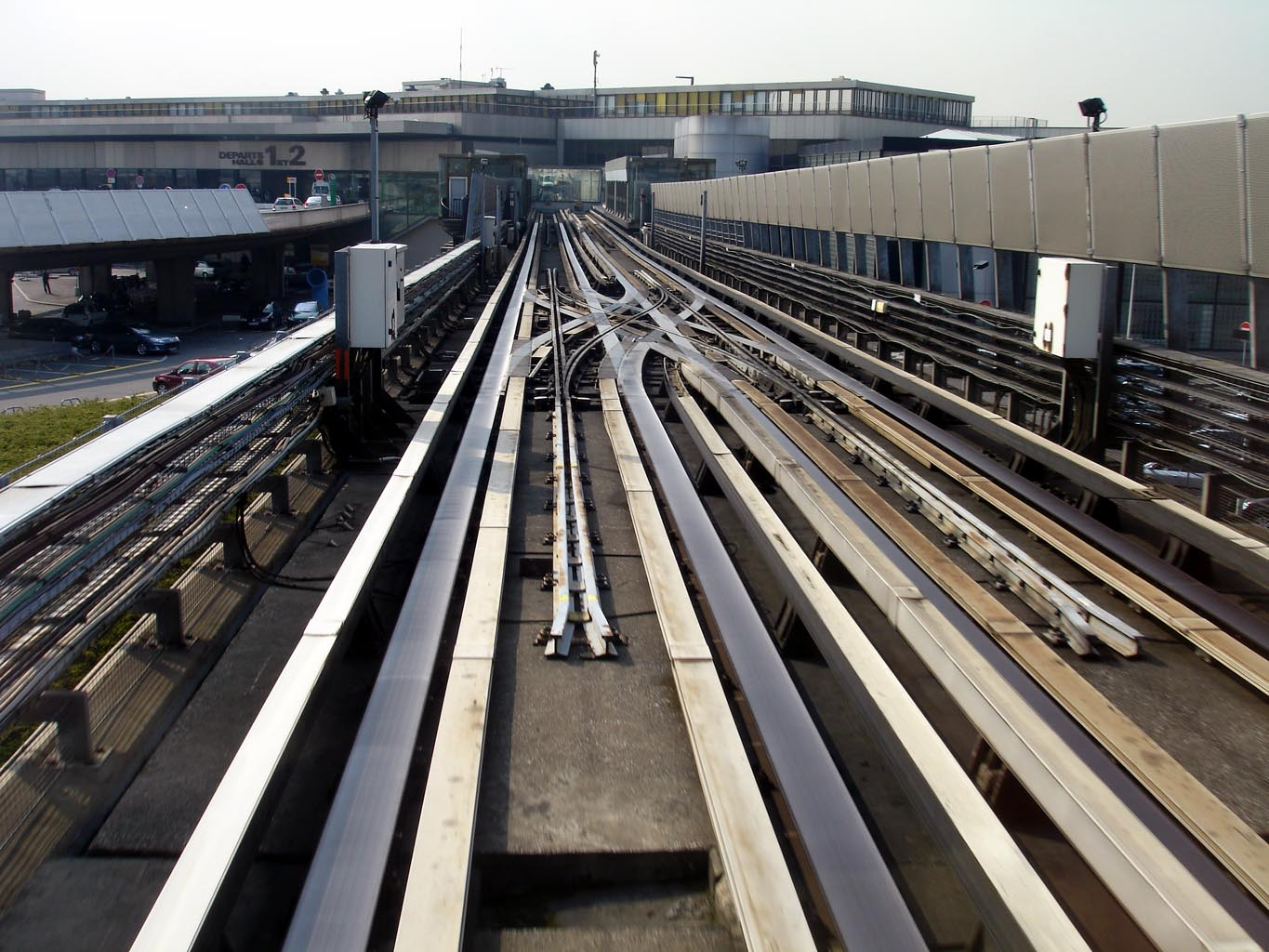

Orlyval is een automatische bandenmetro (met een spoorwijdte van 1620 mm) die het RER-station Antony verbindt met de luchthaven Orly. Toen de lijn in 1991 werd geopend was dit het tweede traject waar VAL treinen op reden. 
Orlyval S.A. was aanvankelijk eigendom van een consortium van bedrijven, waaronder Matra dat de lijn had aangelegd. Wegens tegenvallende reizigersaantallen werd de vennootschap in december 1992 geliquideerd, waarna het Parijse vervoersbedrijf RATP de exploitatie overnam.
Vanwege de overstapmogelijkheid op de RER B draagt Orlyval bij aan een goede verbinding tussen luchthaven Orly en Parijs, naast het metrostation Aéroport d'Orly dat in 2024 opende en het stadscentrum verbindt via metrolijn 14.